# Chen Duxiu
Chen Duxiu, född 8 oktober 1879 i Anqing, Anhui, död 27 maj 1942 i Jiangjin, Sichuan. var en kinesisk akademiker och politisk aktivist. Han var en av grundarna av Kinas kommunistiska parti och partiets förste generalsekreterare.
Chen fick en klassisk konfuciansk utbildning och klarade de två första proven i det kejserliga examensväsendet åren 1896-97. 
Chen studerade senare i Japan och grundades där den inflytelserika tidskriften Xin Qingnian ("La Jeunesse") i Shanghai 1915. Chen blev känd för sina uppmaningar till Kinas ungdom att göra upp med det konfucianska arvet och den klassiska kinesiska kulturen. I en berömd artikel samma år utdelade han följande förmaningar till Kinas ungdom:
| ”                                          | 1. Var självständig, inte servil; 2. Var progressiv, inte konservativ; 3. Var aggressiv, inte tillbakadragen; 4. Var kosmopolitisk, inte isolationistisk; 5. Var nyttoinriktad, inte formalistisk; 6. Var vetenskaplig, inte fantasifull. | „ |
| – "Upprop till ungdomen", Ny ungdom, 1915. | |   |

När reformivraren och pedagogen Cai Yuanpei blev rektor för Pekinguniversitetet 1916 utnämnde han Chen till lektor i kinesisk litteratur. 1917 blev Chen befordrad till dekanus för Pekinguniversitetet.
Under 1918 lanserade han tillsammans med chefen för universitetetbiblioteket, Li Dazhao, tidskriften Meizhou pinglun 每周评论( "Veckans kritik"). Li och Chen blev senare förgrundsfigurer i Fjärde majrörelsen.
Under inflytande från oktoberrevolutionen 1917 blev Chen mycket intresserad av marxismen, och blev en av grundarna av kommunistpartiet i Shanghai år 1921, då han valdes till partiets första generalsekreterare.
I enlighet med direktiv från Komintern beslöt KKP att dess medlemmar skulle ansluta sig till Kuomintang för att bilda en enhetsfront och befria landet från krigsherrarnas välde. När denna politik diskrediterats efter Chiang Kai-sheks massakrerat kommunister i Shanghai 1927 fick Chen Duxiu ta stor del av ansvaret för denna politik, trots att han själv var motståndare till den.
Chen blev anhängare av Leo Trotskij och uteslöts därför från kommunistpartiet 1929. 1932 greps han av Kuomintang och fick sitta i fängelse i fem år. Efter frisläppandet drog sig Chen tillbaka från politiken och 1942 dog han i Jiangjing, nära Chongqing.